# Zouheir El Graoui
Zouheir El Graoui (Casablanca, 1 de julho de 1994) é um voleibolista indoor e jogador de vôlei de praia marroquino, atleta olímpico do Jogos Olímpicos de Tóquio.

## Carreira
Em 2017 formando dupla com Mohamed Abicha conquistaram no torneio uma estrela de Agadir a quarta colocação e o trigésimo sétimo lugar na edição do Campeonato Mundial de Viena,  mesmo posto obtido na edição do mundial de 2019 em Hamburgo.
Na primeira edição dos Jogos Africanos de Praia de 2019 na Ilha do Sal e a prata nos Jogos Pan-Africanos sediados em Rabat campeões do Campeonato Africano das Nações de Vôlei de Praia no mesmo ano na Nigéria.
Em 2019 nas quadras atuou como ponteiro passador pelo time francês Stade Poitevin Volley-Ball e 2020 pelo Tours Volley-Ball disputando a Liga dos Campeões da Europa.
Com Mohamed Abicha foi campeão no Circuito Marroquino nas etapas de Agadir, Rabat, Salé, Martil, Casablanca, Larache  e Safim. No CAVB Continental Cup, no grupo 1 em Kelibia, jogou com Anass Saber e ficaram na segunda colocação, retomando  na segunda fase e na final com Mohamed Abicha , conquistando as vitórias em ambas e obtiveram a qualificação para os Jogos Olímpicos de Verão de 2020, após conquistar o título da etapa na NORCECA Final Continental Cup realizado Colima

## Títulos e resultados
- Torneio 1* de Agadir do Circuito Mundial de Vôlei de Praia:2017

## Prêmios individuais
- Melhor Receptor do Campeonato Africano de Voleibol de 2021